# Sons of the Forest
Sons of the Forest – gra komputerowa z gatunku survival horror wyprodukowana przez Endnight Games i wydana przez Newnight. Jest to kontynuacja gry The Forest z 2018 roku. Została wydana 23 lutego 2023 roku w ramach wczesnego dostępu na platformę Microsoft Windows.

## Fabuła
Gracz wciela się w postać ocalałego z rozbitego helikoptera. Celem gracza jest przetrwanie oraz poznanie sekretów wyspy, na której wylądował.

## Rozgrywka
Sons of the Forest jest grą z widokiem pierwszoosobowym z otwartym światem. Dostępny jest rozbudowany system tworzenia przedmiotów i budynków. Produkcja zawiera tryb jednoosobowy i wieloosobowy.
W przeciwieństwie do poprzedniej części w grze występują pory roku.